# BEGIN (漫画)
『BEGIN』（ビギン）は史村翔原作、池上遼一作画による日本の漫画。『ビッグコミックスペリオール』（小学館）にて、2016年21号（2016年10月14日発売）から2020年3号（2020年1月10日発売）まで連載された。『BEGIN』の新連載が発表された『ビッグコミックスペリオール』同年20号（2016年9月23日発売）では、史村と池上がタッグを組んだ前作『サンクチュアリ』の最終話が再掲載された。また、連載開始は『ビッグコミックスペリオール』の創刊30周年企画でもあり、第1話掲載の2016年21号の表紙画を飾っている。

## 制作背景
本作では、在日米軍の普天間基地移転問題、尖閣諸島など様々な問題で揺れる現代日本の沖縄県を舞台に、日本を変えようとする1人の極道と1人の警察官僚の生き様が描かれる。
史村は、ホウドウキョクで2017年8月30日に配信された『FLAG7』に武論尊名義で出演した際に、「自身は『サンクチュアリ』の続編的なものを構想していたが、現実のメディアや文化人が一つの方向に偏っていて、結論を出さずに反対するだけという状況にフラストレーションも覚えていた。そういったいろいろ心底に溜まったものから、自分くらい結果を出したほうが良いのではないかと、自分なりの答えを出したくなったことで、本作の流れとなった。」と語っている。

## 批評
古市憲寿は『FLAG7』のなかで、沖縄の独立運動を描くと共に、ここ最近の普天間基地の問題とリンクしながら中国に喧嘩を売っている本作の内容を「なかなかきわどい漫画」と評している。

## 書誌情報
- 史村翔（原作）、池上遼一（作画） 『BEGIN』小学館〈ビッグコミックス〉、全9巻
  1. 2017年7月28日発売[4]、ISBN 978-4-09-189361-1
  2. 2017年7月28日発売[5]、ISBN 978-4-09-189608-7
  3. 2017年11月30日発売[6]、ISBN 978-4-09-189708-4
  4. 2018年4月27日発売[7]、ISBN 978-4-09-1898654
  5. 2018年10月30日発売[8]、ISBN 978-4-09-860123-3
  6. 2019年2月28日発売[9]、ISBN 978-4-09-860227-8
  7. 2019年6月28日発売[10]、ISBN 978-4-09-860321-3
  8. 2019年11月29日発売[11]、ISBN 978-4-09-860490-6
  9. 2020年3月30日発売[12]、ISBN 978-4-09-860569-9

コミックス1・2巻が同時発売された際、同日に発売された『ビッグコミックスペリオール』2017年16号（2017年7月28日発売）では雑誌の表紙画だけでなく、裏表紙画も本作が飾ることになった。また、コミックス発売に伴うCM、駅貼りポスターには武井壮が起用されている。